# Anton Zeißlein
Anton Zeißlein (* 21. November 1884 in Alsleben; † 10. Juni 1949 ebenda) war ein deutscher Politiker (CSU). Er war von 1946 bis 1949 Mitglied des Bayerischen Landtages.

## Leben
Zeißlein übernahm im Jahr 1899 nach dem Tod seines Vaters als einziger Sohn schon früh die elterliche Landwirtschaft. Daneben betrieb er außerdem eine Fahrradhandlung und diente von 1914 bis 1918 als Soldat im Ersten Weltkrieg. Er wurde im Jahr 1930 Bürgermeister und führendes Mitglied der Kreisbauernkammer sowie des Kreistages für den Bezirk Königshofen und die Bayerische Volkspartei. Ab 1946 war er Kreisobmann des Bauernvereins und damit der Leiter des Ernährungsamtes Königshofen.
Zeißlein war vom 16. Dezember 1946 bis zu seinem Tod am 10. Juni 1949 für den Wahlkreis Unterfranken Mitglied des Bayerischen Landtages sowie der dortigen CSU-Fraktion. Im Landtag war er des Weiteren Mitglied des Ausschusses für Ernährung und Landwirtschaft und des Untersuchungsausschusses zur Prüfung einzelner Vorgänge im Staatsministerium für Ernährung, Landwirtschaft und Forsten (Fälle Urbancyk, Gehring, Steffen und Nüßlein).